# Associazione Calcio Pinerolo 1938-1939
Questa voce raccoglie le informazioni riguardanti l'Associazione Calcio Pinerolo nelle competizioni ufficiali della stagione 1938-1939.

## Rosa
| N. |                   | Ruolo | Calciatore             |
| -- | ----------------- | ----- | ---------------------- |
|    | Italia (bandiera) | A     | Ettore Bertea          |
|    | Italia (bandiera) | A     | Giuseppe Bonino        |
|    | Italia (bandiera) | A     | Giuseppe Bortoletto    |
|    | Italia (bandiera) |       | Luciano Bosotti        |
|    | Italia (bandiera) |       | Giuseppe Bracco        |
|    | Italia (bandiera) | A     | Francesco Bunino       |
|    | Italia (bandiera) |       | Giuseppe Caliero       |
|    | Italia (bandiera) | D     | Sebastiano Chiaramello |
|    | Italia (bandiera) |       | Umberto Clapier        |
|    | Italia (bandiera) |       | Giovanni Colombara     |
|    | Italia (bandiera) | D     | Michele Comba          |
|    | Italia (bandiera) |       | Michele Di Salvatore   |
|    | Italia (bandiera) | A     | Alessandro Garbolino   |
|    | Italia (bandiera) | A     | Carlo Gianti           |
|    | Italia (bandiera) |       | Antonio Giavi          |
|    | Italia (bandiera) | A     | Michelangelo Gignone   |

| N. |                   | Ruolo | Calciatore                |
| -- | ----------------- | ----- | ------------------------- |
|    | Italia (bandiera) | A     | Emilio Giordano           |
|    | Italia (bandiera) |       | Renzo Junch               |
|    | Italia (bandiera) | D     | Cesare Martin (II)        |
|    | Italia (bandiera) | P     | Antonio Maurino           |
|    | Italia (bandiera) | P     | Cesare Meneghetti         |
|    | Italia (bandiera) |       | Giuseppe Morello          |
|    | Italia (bandiera) | D     | Arturo Palandella         |
|    | Italia (bandiera) | A     | Giovan Battista Pastorino |
|    | Italia (bandiera) | C     | Giuseppe Peretto          |
|    | Italia (bandiera) | C     | Luigi Poet                |
|    | Italia (bandiera) |       | Luigi Scalerandri         |
|    | Italia (bandiera) |       | Gaspare Scotti            |
|    | Italia (bandiera) | D     | Francesco Tosel           |
|    | Italia (bandiera) |       | Giulio Vercelli           |
|    | Italia (bandiera) |       | Mario Vercelli            |